# Arthur Korn
Arthur Korn (Breslau, 20 mei 1870 – Jersey City, 21 december 1945) was een Duits natuurkundige en uitvinder van de fotografische faxmachine.

## Biografie
Korn, zoon van Moritz Korn en Malwine Schottlaender, studeerde al op 15-jarige leeftijd wis- en natuurkunde in Leipzig, waar hij in 1890 promoveerde. Aansluitend studeerde hij in Berlijn, Parijs, Londen en Würzburg. In 1895 verkreeg hij docentrecht bij de Universiteit van München, was hij privaatdocent en in 1903 buitengewoon professor. Ten slotte aanvaardde hij in 1914 aan de Technische Universiteit Berlijn de leerstoel van natuurkunde.
Vanaf 1902 experimenteerde hij met beeldtelegrafie. Een eerste "redelijkerwijs aanvaardbare" transmissie van een afbeelding via een telefoonlijn (München-Neurenberg-München) lukt pas in 1904. Hij gebruikte hierbij een lichtgevoelige foto-elektrische seleencel als aftastinstrument en een Nernstlamp als lichtbron. Bij de ontvanger werd het resultaat afgedrukt op fotografisch papier. Op 17 oktober 1906 kon hij via een telegrafielijn een portret van kroonprins Wilhelm versturen over een afstand van 1800 kilometer. Op een natuurkundigencongres in Wenen (1913) liet Korn de eerste succesvolle beeldtelegrafische uitzending zien van een cinematografische opname.
De eerste trans-Atlantische overdracht vond plaats in 1923 tussen Rome en Bar Harbor (Maine) in de Verenigde Staten. Een afbeelding van paus Pius XI verscheen als "wonder van de moderne wetenschap" op de voorkant van een Amerikaanse krant. Vanaf 1928 werd zijn systeem bij de Duitse politie ingevoerd om foto's en vingerafdrukken van criminelen over te zenden.
Met de opkomst van de nazipartij in de jaren 1930 werd Korn – die van Joodse afkomst was – door cultuurminister Bernhard Rust in 1935 ontheven uit zijn functie. Op de vlucht voor het nationaalsocialisme in Duitsland vertrok hij vier jaar later, met vrouw en zoon, via Mexico naar de Verenigde Staten. Aan het Stevens Institute of Technology in Hoboken (New Jersey) verkreeg hij de leerstoel van natuur- en wiskunde.

## Werken
- Lehrbuch der Potentialtheorie, I (1899) en II (1901)
- Elektrische Fernphotographie und Ähnliches (1907)
- Handbuch der Phototelegrahie und Telautographie (1911)
- Bildrundfunk (1926), samen met E. Nesper